# Salvador Cabañas
Salvador Cabañas Ortega (Asunción, 1980. augusztus 5. –) paraguayi válogatott labdarúgó.

## Sikerei, díjai
- Chilei gólkirály: 2003 (Apertura)
- Mexikói gólkirály: 2006 (Clausura)
- Copa Libertadores gólkirály: 2007, 2008